# Prunedale
Prunedale é uma Região censo-designada localizada no estado americano da Califórnia, no Condado de Monterey.

## Demografia
Segundo o censo americano de 2000, a sua população era de 16.432 habitantes.

## Geografia
De acordo com o United States Census Bureau tem uma área de 119,5 km², dos quais 119,4 km² cobertos por terra e 0,1 km² cobertos por água. Prunedale localiza-se a aproximadamente 43 m acima do nível do mar.

## Localidades na vizinhança
O diagrama seguinte representa as localidades num raio de 16 km ao redor de Prunedale.